# Joseph Ma Yinglin
Joseph Ma Yinglin (chinesisch 馬英林, Mǎ Yīnglín; * 1965) ist seit dem 30. April 2006 Bischof des Bistums Kunming der Chinesischen Staatskirche, Chinesische Katholisch-Patriotische Vereinigung (KPV), und seit 2010 Vorsitzender der Bischofskonferenz. Er ist ebenso Mitglied des chinesischen Volkskongresses. Diese Nähe zur Regierung wurde im Vatikan kritisch gesehen, weshalb die römisch-katholische Kirche auch ihre Zustimmung verweigerte. Somit war er der erste Bischof seit 2000, der von der KPV ohne vorherige Zustimmung geweiht wurde. Dies führte dem Kirchenrecht folgend zu seiner Exkommunikation.
Im Jahr 2018 wurde er durch Papst Franziskus anerkannt. 